# Nevado del Plomo
Der Nevado del Plomo (auch Nevado el Plomo) ist ein 6070 m hoher Berg an der Grenze zwischen der chilenischen Región Metropolitana und der argentinischen Provinz Mendoza, etwa 8 Kilometer südlich des Juncals. Verwechslungsgefahr besteht mit dem etwa 20 Kilometer südwestlich gelegenen, mehr als 600 Meter niedrigeren El Plomo, der jedoch viel häufiger bestiegen wird.

## Lage und Umgebung
Der Nevado del Plomo liegt entlegen in der Hauptkette der Anden zwischen den Tälern des Río Olivares und des Río Plomos.
Der Río Olivares liegt im chilenischen Westen und wird durch den vom Juncal kommenden Glaciar Juncal Sur gespeist. Der Wasserfall Gran Salto Río Olivares (Lage) versperrte lange Zeit bereits auf rund 3300 Metern den Zustieg in das hintere Tal für Tragtiere, sodass noch über 2500 Höhenmeter ohne Tragtiere bewältigt werden mussten. Inzwischen wird der Wasserfall mit einem künstlich angelegten, maultiertauglichen Pfad umgangen. Dies erlaubt die Verwendung der Tragtiere bis zu einer Höhe von 5000 Metern.
Das Tal des Río Plomos und seine Nebentäler bilden die argentinische Ostseite.

## Besteigungsgeschichte
Die Erstbesteigung erfolgte am 2. Januar 1910 durch den Deutsch-Argentinier Federico Reichert, den Schweizer Robert Helbling und den Deutschen Fritz Bade, die den Gipfel von der argentinischen Ostseite durch das Tal des Río Plomo kommend über den Nordgrat erreichten.
Die zweite Ersteigung erfolgte erst am 14. Februar 1950 durch die Deutschen Wolfgang Förster, Wilhelm Niehaus und Eberhard Meier über die chilenische Nordwestseite. Vom Basislager im Olivarestal unterhalb des Gran Salto Río Olivares benötigten sie drei Tage für den Auf- und weitere zwei Tage für den Abstieg.
Am 8. Januar 2003 durchstieg der Deutsche Jürgen Straub die 2000 Meter hohe Südwand im Alleingang über den El Sendero del León (Weg des Löwen) (UIAA VII).
Insgesamt wird der Nevado del Plomo wegen seiner abgeschiedenen Lage sehr selten bestiegen.